# Salmijärvi (sjö i Finland, Norra Österbotten, lat 63,75, long 24,65)
Salmijärvi är en sjö i Finland. Den ligger i kommunen Sievi i landskapet Norra Österbotten, i den centrala delen av landet, 400 km norr om huvudstaden Helsingfors. Salmijärvi ligger 124,9 meter över havet. I omgivningarna runt Salmijärvi växer i huvudsak blandskog. Arean är 23,3 hektar och strandlinjen är 2,82 kilometer lång. Sjön  ingår i Kalajoki älvs huvudavrinningsområde. 